# Distretto di Aïn Makhlouf
Il distretto di Aïn Makhlouf è un distretto della provincia di Guelma, in Algeria.

## Comuni
Il distretto di Aïn Makhlouf comprende 3 comuni:
- Aïn Makhlouf
- Aïn Larbi
- Tamlouka